# Aït Melloul
Aït Melloul (àrab أيت ملول, Ayt Mallūl; en amazic ⴰⵢⵜ ⵎⵍⵍⵓⵍ) és un municipi de la prefectura d'Inezgane-Aït Melloul, a la regió de Souss-Massa, al Marroc. Segons el cens de 2014 tenia una població total de 171.847 persones. Es troba a l'àrea suburbana d'Agadir, al marge meridional del riu Souss.